# Saint-André-d’Allas
Saint-André-d’Allas – miejscowość i gmina we Francji, w regionie Nowa Akwitania, w departamencie Dordogne.
Według danych na rok 1990 gminę zamieszkiwało 529 osób, a gęstość zaludnienia wynosiła 18 osób/km² (wśród 2290 gmin Akwitanii Saint-André-d’Allas plasuje się na 692. miejscu pod względem liczby ludności, natomiast pod względem powierzchni na miejscu 289.).